# شاجن دولة (بكيل المير)

تعديل مصدري - تعديل

شاجن دولة هي إحدى قرى عزلة العطن بمديرية بكيل المير التابعة لمحافظة حجة، بلغ تعداد سكانها 91 نسمة حسب تعداد اليمن لعام 2004.